# North London Championships 1930
Die North London Championships 1930 im Badminton fanden vom 8. bis zum 13. Dezember 1930 in London statt. Die Titel des Vorjahres konnten im Herreneinzel und im Dameneinzel verteidigt werden. Neben den fünf Open-Wettbewerben wurden mehrere Handicap-Turniere gespielt.

## Austragungsort
- Alexandra Palace Club

## Finalergebnisse
| Disziplin    | Sieger                       | Finalist                            | Ergebnis          |
| ------------ | ---------------------------- | ----------------------------------- | ----------------- |
| Herreneinzel | Frank Hodge                  | A. L. Medcalf                       | 15-1, 15-4        |
| Dameneinzel  | Marjorie Barrett             | Dorothy Colpoys                     | 5-11, 11-3, 11-1  |
| Herrendoppel | Leslie Nichols Geoffrey Fish | E. Phillipps Raoul du Roveray       | 15-11, 18-17      |
| Damendoppel  | Betty Uber C. J. Wheatley    | Marjorie Barrett Violet Elton       | 9-15, 15-6, 15-12 |
| Mixed        | Gerald Sherwell Betty Uber   | Arthur Kenneth Jones Marian Horsley | 15-7, 9-15, 15-4  |